# WWF World Martial Arts Heavyweight Championship

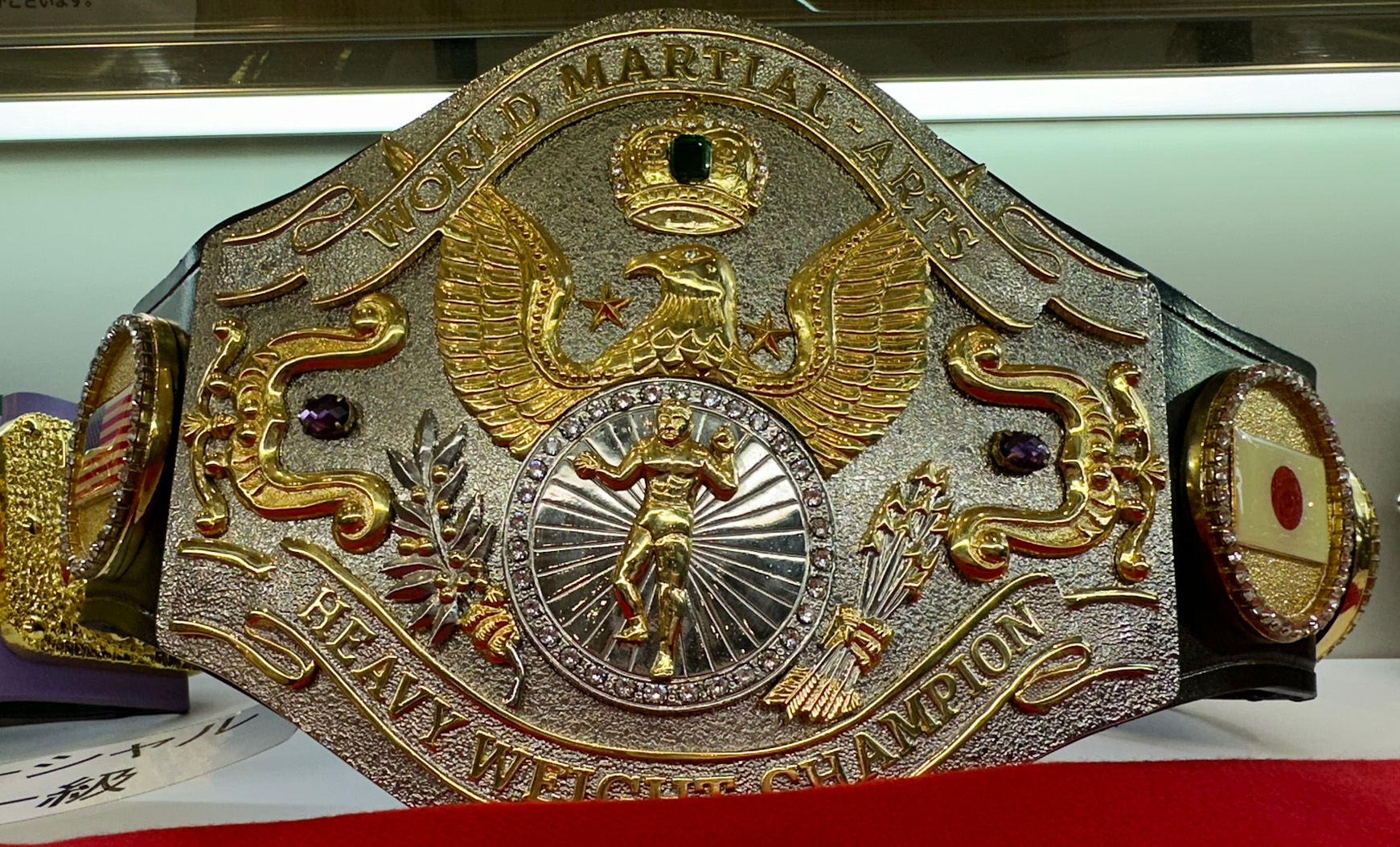
La cintura

Il WWF World Martial Arts Heavyweight Championship è stato un titolo dei pesi massimi della World Wrestling Federation e poi della New Japan Pro-Wrestling. È stato creato il 18 dicembre 1978 e assegnato al pilastro della NJPW Antonio Inoki da Vincent J. McMahon, all'arrivo di Inoki alla federazione. Il titolo è stato conosciuto per essere messo in palio nei combattimenti di shoot wrestling. Il WWF World Martial Arts Heavyweight Championship è stato conteso solo nella NJPW fino a quando la promozione collaborò con la WWF nel 1985.
Durante il trentesimo anniversario della carriera di Inoki, la NJPW creò il "Greatest 18 Club", una Hall of Fame. La NJPW creò poi un nuovo titolo, il Greatest 18 Club Championship, che aveva lo scopo di completare l'IWGP Heavyweight Championship. Il Greatest 18 Championship era rappresentato dall'ex Martial Arts Championship ed è stato assegnato a Riki Chōshū nel 1990. Chōshū perse il titolo contro The Great Muta nel 1992. Muta ritirò il titolo il 23 settembre, al fine di concentrarsi nella difesa del IWGP Heavyweight Championship. Il titolo è stato successivamente ritirato ufficialmente dalla NJPW nel 1998.

## Albo d'oro
| Wrestler       | Regni | Data             | Giorni combinati | Luogo    | Evento     | Note                             |
| -------------- | ----- | ---------------- | ---------------- | -------- | ---------- | -------------------------------- |
| Antonio Inoki  | 1     | 18 dicembre 1978 | 3780             | New York | House show | Incoronato da Vincent J. McMahon |
| Šota Čočišvili | 1     | 24 aprile 1989   | 31               | Tokyo    | House show |                                  |
| Antonio Inoki  | 2     | 25 maggio 1989   | 220              | Osaka    | House show |                                  |